# Hańba domowa
Hańba domowa – zbiór wywiadów z polskimi pisarzami, które przeprowadził Jacek Trznadel. Tematyka wywiadów dotyczy postawy polskich twórców literatury w latach stalinizmu, na przełomie lat 40. i 50. XX wieku. Otwierający książkę esej Hańba domowa stanowi wprowadzenie do problematyki.
Książka ukazała się w 1986 r. w Paryżu, w Instytucie Literackim, w serii biblioteki „Kultury”. W tym samym roku ukazała się w Polsce, w podziemnym wydawnictwie Nowa. Doczekała się wielu wydań, w tym w języku francuskim (La Honte. Des intellectuels polonais face au communisme, Paris 1992, ISBN 2-204-04306-0).
Tytuł książki pochodzi z fragmentu utworu Cypriana Norwida Duch Adama i skandal:
Po zgonie jeszcze w swym ukrywa łonie
H a ń b ę - d o m o w ą !

## Spis treści
- Nota redakcyjna
- Jacek Trznadel: Hańba domowa

Rozmowy z pisarzami:
- Zbigniew Kubikowski: Inwazja z obcej planety
- Jerzy Andrzejewski: Czerwony system pogardy
- Wiktor Woroszylski: Myśmy żyli w literaturze
- Maria Janion: Pokój i Socjalizm, czyli wygnanie i przemoc
- Witold Wirpsza: Wygonienie diabła Belzebubem, czyli artysta w stalinowskim getcie
- Jarosław Marek Rymkiewicz: Nieśmiertelny Stalin i złowieszcze więzienie nudy
- Julian Stryjkowski: Olbrzymia czarna przestrzeń
- Jacek Bocheński: Byłem zahipnotyzowany
- Zbigniew Herbert: Wypluć z siebie wszystko
- Marian Brandys: Tragedia lewicujących liberałów
- Andrzej Braun: Były we mnie jakby dwie osobowości
- Jan Józef Lipski: Niezrozumiały i porażający amok
- Jan Józef Szczepański: Śnił mi się dyktator bez butów
- Jacek Łukasiewicz: Czarodziejska góra komunizmu
- Zamiast posłowia